# Dylan Smith
Dylan Smith (Inverness, 21 giugno 2006) è un calciatore scozzese, difensore del Ross County.

## Carriera

### Club
Cresciuto nel settore giovanile del Ross County, ha debuttato in prima squadra il 27 agosto 2022 nell'incontro di Scottish Premiership perso 4-0 contro i Rangers. Il 30 settembre 2025 è stato ceduto in prestito all'Arbroath, in terza divisione; dopo una buona prima parte di stagione (11 presenze ed una rete in campionato), nel calciomercato invernale del 2025 è stato richiamato per terminare la stagione con la prima squadra in prima divisione.

### Nazionale
Ha giocato con le nazionali giovanili scozzesi Under-17, Under-19 ed Under-21.

## Statistiche

### Presenze e reti nei club
Statistiche aggiornate al 10 maggio 2025.
| Stagione        | Squadra         | Campionato      | Campionato | Campionato | Coppe nazionali | Coppe nazionali | Coppe nazionali | Coppe continentali | Coppe continentali | Coppe continentali | Altre coppe | Altre coppe | Altre coppe | Totale | Totale | Totale |
| Stagione        | Squadra         | Comp            | Pres       | Reti       | Comp            | Pres            | Reti            | Comp               | Pres               | Reti               | Comp        | Pres        | Reti        | Pres   | Reti   |        |
| --------------- | --------------- | --------------- | ---------- | ---------- | --------------- | --------------- | --------------- | ------------------ | ------------------ | ------------------ | ----------- | ----------- | ----------- | ------ | ------ | ------ |
| 2022-2023       | Ross County     | SP              | 13+1       | 0          | CS+CdL          | 0               | 0               | -                  | -                  | -                  | -           | -           | -           | 14     | 0      |        |
| 2023-2024       | Ross County     | SP              | 6          | 0          | CS+CdL          | 0+2             | 0               | -                  | -                  | -                  | -           | -           | -           | 8      | 0      |        |
| lug.-sett. 2024 | Ross County     | SP              | 0          | 0          | CS+CdL          | 0+1             | 0               | -                  | -                  | -                  | -           | -           | -           | 1      | 0      |        |
| 2024-gen. 2025  | Arbroath        | 2D              | 11         | 1          | CS              | 1               | 0               | -                  | -                  | -                  | CC          | 0           | 0           | 12     | 1      |        |
| gen.-giu. 2025  | Ross County     | SP              | 5          | 0          | CS+CdL          | 0               | 0               | -                  | -                  | -                  | -           | -           | -           | 5      | 0      |        |
| Totale carriera | Totale carriera | Totale carriera | 36         | 1          |                 | 4               | 0               |                    | -                  | -                  |             | -           | -           | 40     | 1      |        |